# Takaaki Sugino
Takaaki Sugino (Mie, 18 de octubre de 1998) es un deportista japonés que compite en gimnasia artística. Participó en los Juegos Olímpicos de París 2024, obteniendo una medalla de oro en la prueba por equipos (junto con Daiki Hashimoto, Kazuma Kaya, Shinnosuke Oka y Wataru Tanigawa).

## Palmarés internacional
| Juegos Olímpicos | Juegos Olímpicos | Juegos Olímpicos | Juegos Olímpicos     |
| Año              | Lugar            | Medalla          | Prueba               |
| ---------------- | ---------------- | ---------------- | -------------------- |
| 2024             | París (Francia)  | Medalla de oro   | Concurso por equipos |